# 1832 Mrkos
1832 Mrkos (tên chỉ định 1969 PC) là một tiểu hành tinh vòng ngoài vành đai chính được phát hiện ngày 11 tháng 8 năm 1969 bởi L. Chernykh ở Đài vật lý thiên văn Crimean. Nó được đặt theo tên nhà thiên văn học Antonín Mrkos.